# Tacca palmata
Tacca palmata là một loài thực vật có hoa trong họ Dioscoreaceae. Loài này được Blume miêu tả khoa học đầu tiên năm 1827.